# Länsväg 294
294 var i det svenska vägnummersystemets ungdom numret på vägen mellan Falun och Rättvik, vilken senare kom att ingå i Riksväg 80. Decennier senare togs vägnumret i bruk igen, men då på vägen mellan Falun och Edsbyn, som dessförinnan inte haft status som primär länsväg. Under det tidiga 2000-talet försvann 294 åter som svenskt vägnummer efter att större delen av sträckan infogats i den förlängda Riksväg 50, som fick sträckningen (Jönköping–)Ödeshög–Örebro–Falun–Söderhamn. Från Flaxenåsens fot går riksvägsnumret mot nordost, till Alfta. 294-sträckan mellan Flaxåsen och Edsbyn har i stället degraderats till en övrig länsväg.